# Antonio Trilla y Muñoz
Antonio Trilla y Muñoz fue un médico español del siglo XVII.

## Biografía
Natural de la villa de Torrubia del Campo, estudió medicina en la Universidad de Alcalá, donde fue discípulo de Cuevas, Alba, Henríquez, Castel y Periváñez. Se estableció como médico en la ciudad de Toledo, en donde habría gozado de mucha reputación y escrito las siguientes obras: El perfecto practicante médico (1677), Perfecto practicante cirujano, y de morbo gálico (1679) y Tratado general de todas las tres especies de venenos, como son: de minerales, plantas y animales (1679), además de un tratadito sobre la peste. Antonio Hernández Morejón consideraba estas obras de poco mérito literario, aunque en opinión suya habrían acreditado en su autor «laboriosidad y buen deseo».